# Clossiana boisduvalii
Clossiana boisduvalii is een vlinder uit de familie van de Nymphalidae. De wetenschappelijke naam van de soort is voor het eerst geldig gepubliceerd in 1832 door Philogène-Auguste-Joseph Duponchel.